# Poplar (Londres)
Poplar es un barrio del municipio londinense de Tower Hamlets. Se encuentra a unos 8,9 km (4,8 mi) al este de Charing Cross, Londres, Reino Unido. Según el censo de 2011 contaba con una población de 6957 habitantes.